# Sindicatura Departamental de Quiebras de Lima
La Sindicatura Departamental de Quiebras de Lima es órgano auxiliar de los Tribunales de Justicia, encargada por la Ley Procesal de Quiebras Ley 7566, del primero de agosto de 1932. Tiene la facultad de administrar los bienes, derechos, acciones del cual es titular un quebrado y tiene además la facultad de disponer, realizar y/o vender con autorización del Juez, de sus bienes. Si se trata de bienes muebles se realiza una venta directa, previa tasación; de lo contrario, para bienes inmuebles, se recurre a un procedimiento de remate judicial.

## Funciones
Entre otras, la expedición de certificados del estado de quiebra de la persona jurídica, negocio comercial sin personería jurídica, bajo los alcances de la Ley Procesal de Quiebras Ley 7566, aplicable de conformidad a la única Disposición Derogativa de la ley 27809 Ley General del Sistema Concursal. Este certificado de quiebra, puede ser presentado en diversas entidades para acreditar el estado de fuerza mayor de la quebrada. Asimismo en caso de que la Memoria Informativa de Créditos, contenga lista de acreedores laborales (trabajadores), esta puede acreditar el vínculo laboral con la quebrada (empleador). En caso de que la quebrada haya mantenido libros de comercio y libros de plenillas, se le expide copia del cargo de entrega de dichos libros a la entidad pertinentes (sea órgano jurisdiccional y/o Oficina de Normalización Previsional).

## Listado de Síndicos
Listado de síndicos nombrados a través del Diario El Peruano. Algunos de ellos son convocados por la Sala Plena de la Corte Superior.
| Síndicos                               | Años de Funciones   |
| Doctor José Cano Hernández             | (1961)              |
| Doctor Manuel Díaz Cabanillas          | (1964)              |
| Doctor Luis Ana Vitarte Condemarín     | -                   |
| Doctor Carlos Loayza Dávila            | -                   |
| Doctor Oscar Gonzales Coronado         | (1974 – 1985)       |
| Doctor Jorge Pacheco Zela              | (1986 – 1993)       |
| Doctor Javier Ricardo Hidalgo Pérez    | (1994 – 1998)       |
| Doctora Ana Teresa Fuentes Villalobos  | (1999 – 2002)       |
| Doctor Carlos Alberto Castillo Becerra | (2003 – 2006)       |
| Doctor Javier David Habich Marticorena | (2007 – 2010)       |
| Doctor Rolando Muñoz Aguirre           | (2011 – Actualidad) |

## Nombramientos
Nombramiento de algunos síndicos, publicados en el Diario Oficial El Peruano.
- Nombramiento de Oscar Gonzales (1974 – 1985)
- Nombramiento de Jorge Pacheco Zela (1986 – 1993)
- Nombramiento de Javier Hidalgo Perez (1994 – 1998)
- Nombramiento de Ana Teresa Fuentes Villalobos (1999 – 2002)
- Nombramiento de Carlos Alberto Castillo Becerra (2003 – 2006)
- Nombramiento de jJavier David Habich (2007 – 2010)
- Nombramiento de Rolando Muñoz Aguirre (2011 – Actualidad)